# سونیا اردیا
سونیا اردیا (اسپانیایی: Sonia Heredia‎؛ زادهٔ ۲۳ نوامبر ۱۹۶۳) بازیکن والیبال زن اهل پرو است.